# Dmytro Krassylnykov
Dmytro Serhiovitch Krassylnykov (ukrainien : Красильников Дмитро Сергійович) est un militaire ukrainien, major-général (équivalent au grade de général de division), commandant du Commandement opérationnel nord depuis mars 2023.

## Biographie
Il a fait ses études à l'Académie militaire d'Odessa en 1995 puis à l'Université de la Défense nationale. Il a servi dans la 95e brigade d'assaut aérien puis dans la 57e brigade motorisée.
Il a participé à la libération de Toretsk en juillet 2014 dans le cadre de la guerre du Donbass. C'est à la tête de la 57e qu'il prit part à la bataille de Debaltseve en 2015.
Il a reçu le grade de général de brigade le 10 décembre 2021, puis il a été décoré héros de l'Ukraine le 28 février 2022 ; il devient major-général le 24 août 2023.